# Paul Destez
Paul Destez, né le 11 août 1854 à Montrouge et mort le 10 décembre 1924 à Paris 9e, est un artiste peintre, dessinateur, graveur et illustrateur français.

## Biographie
Paul Louis Constant Destez a passé une partie de sa jeunesse à Montmartre. Il suit les cours de peinture de Léon Bonnat avant de présenter ses premiers dessins et huiles sur toile (portraits, peintures d'histoire et scènes de genre) au Salon de Paris à partir de 1876, jusqu'en 1880. 
Sa carrière s'affirme ensuite en tant qu'illustrateur de périodiques et d'ouvrages ; ses productions sont fort nombreuses, allant du dessin humoristique, du rendu de première de théâtre, de partitions, au croquis d'assises. Il collabore à l‘Almanach français, La Famille, la Revue illustrée, Il teatro illustrato, Le Sourire, l‘Almanach Nodot, Femina, Les Annales, Je sais tout, Le Monde illustré, L'Univers illustré,  La Mode illustrée, La Petite Revue, Le Figaro illustré, Le Journal du dimanche de Jules Gondry... On compte aussi des affiches et des eaux-fortes.
Il signe parfois ses travaux « Paul TSZ », ou « Paul DZ ».
Le 22 décembre 1892, son fils, Robert Destez, futur romancier mort en 1962, naît à Paris 9e au 8 de la rue Nouvelle, issu de son union libre avec Amélie Lacôte, et qu'il épouse en 1895 à Levallois-Perret,.
Paul Destez meurt le 22 décembre 1924 dans le 9e arrondissement de Paris.

## Œuvre

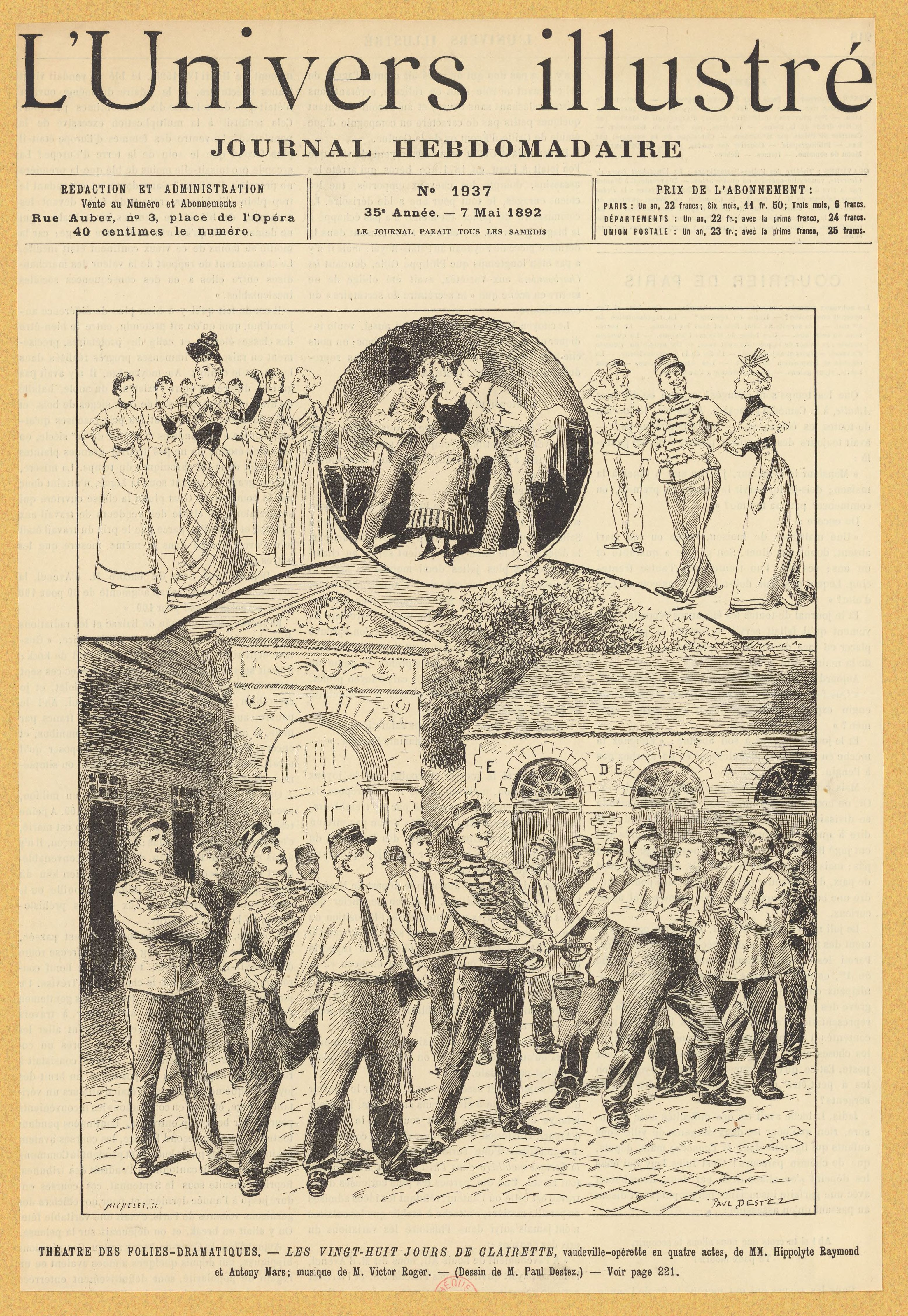
Illustration pour L'Univers illustré, 1892.

### Affiches lithographiées
- Les Premières Illustrées. En vente ici, Impr. Motteroz, 1881.
- Lire dans le Journal du Dimanche ..., les Deux maitresses par Charles Mérouvel, Impr. Morris, 1882.
- Les Parisiens bizarres. Ernest d'Hervilly, Impr. Gillot, 1885.
- Le Péché de la Générale par Charles Mérouvel dans Le Journal du Dimanche, Impr. Morris, 1886.
- La Belle Jardinière, Impr. de Vaugirard, 1898.
- Le Journal publie Paris par Émile Zola, 1898.
- À la Place Clichy, 1900.

### Ouvrages illustrés
- Les premières illustrées, fascicules, Ed. Monnier et Ludovic Baschet, 1881-1882.
- Léon Roger-Milès, Ébauches : poésies, eaux-fortes, Alphonse Lemerre, 1882.
- Paul Gouzy, Voyage d'une fillette au pays des étoiles, Hetzel, 1885.
- Gyp, Sans voiles ! et Elles et lui, Calmann-Lévy, 1885.
- Jacques Lermont, Les jeunes filles de Quinnebasset, Hetzel, 1887.
- L. M. Alcott, La Petite Rose : ses six tantes et ses sept cousins, Hetzel, 1887.
- F. Dupin de Saint-André, Double Conquête, Hetzel, 1887.
- Marthe Bertin, Les Douze, Petite bibliothèque blanche Hetzel, 1888.
- Marc Anfossi, Jacques l'abandonné, Maison Quantin, 1888.
- Pierre Maël, Le Torpilleur, feuilletons, Le Roman pour tous, 1890.
- Charles Mérouvel, Mortes et vivantes, feuilletons, Le Roman pour tous, 1891.
- Léopold Stapleaux, Les diablesses de Paris, feuilletons, Le Roman pour tous, 1891.
- Jules Mary, La Belle Ténébreuse, feuilletons, Le Roman pour tous, 1892.
- Ernest Legouvé, Épis et bleuets études et souvenirs, Hetzel, 1892.
- George de Peyrebrune, Gatienne, feuilletons, Le Roman pour tous, 1892.
- Léon de Tinseau, Ma cousine Pot-au-feu, Calmann-Lévy, 1893.
- Pierre Perrault, Pour l'honneur, Hetzel, 1901.
- Adrien Vély, L'Illustre St-Gratien, Paul Ollendorff, 1902.
- Anatole France, Le Crime de Sylvestre Bonnard, Calmann-Lévy, 1907.
- Jules Lemaître, Les rois, Calmann-Lévy, 1907.
- Villiers de L'Isle-Adam, Contes cruels, Calmann-Lévy, 1909.
- Adrien Vély, Les petites amies de de M. St-Gratien, Paul Ollendorff, 1909.
- Henry Murger, Scènes de la vie de Bohème, Calmann-Lévy, 1909.
- Pierre Veber, Les rentrées, Calmann-Lévy, 1912.
- Jules Claretie, Brichanteau comédien, Calmann-Lévy, 1913.
- Jules Claretie, Le Prince Zilah, Calmann-Lévy, 1913.
- Alfred de Vigny, Cinq-Mars, ou une conjuration sous Louis XIII, Calmann-Lévy, 1913.
- Pierre Veber, Les couches profondes, Calmann-Lévy, 1919.
- Alphonse Daudet, Femmes d'artistes, Calmann-Lévy, 1919.
- Jules Claretie, Brichanteau célèbre, Calmann-Lévy, 1919.
- Georges Ohnet, Serge Panine. Les batailles de la vie, Librairie illustrée Paul Ollendorff, s.d.

### Peintures
- Un coin de harpe, huile sur toile, avant 1885, Nantes, musée d'Arts[7].